# Gemiddelde absolute afwijking
De gemiddelde absolute afwijking is het gemiddelde van de absolute waarden van de afwijking van elke meting ten opzichte van het gemiddelde van de gegevensset. De gemiddelde absolute afwijking geeft een indicatie van de spreiding van een gegevensset in het geval de variantie of standaardafwijking niet voldoet.
Van de dataset die bestaat uit de {\displaystyle n} getallen {\displaystyle x_{1},\ldots ,x_{n}}, is het gemiddelde:
{\displaystyle {\bar {x}}={\frac {1}{n}}\sum _{i}x_{i}}
De getallen {\displaystyle d_{i}=|x_{i}-{\bar {x}}|} zijn de absolute waarden van de afwijkingen van het gemiddelde. Het gemiddelde van deze afwijkingen:
{\displaystyle {\bar {d}}={\frac {1}{n}}\sum _{i}d_{i}={\frac {1}{n}}\sum _{i}|x_{i}-{\bar {x}}|}
is de gemiddelde absolute afwijking.
De term gemiddelde absolute afwijking wordt ook wel gebruikt in het geval van de kansverdeling van een toevalsvariabele {\displaystyle X} voor de verwachte absolute afwijking {\displaystyle \mathrm {E} |X-\mathrm {E} X|} van de verwachtingswaarde (mits deze bestaat).